# Скипский, Михаил Игоревич
Михаи́л И́горевич Ски́пский  (род. 4 августа 1979, Ленинград) — российский преподаватель, в первую очередь известен как знаток телеклуба «Что? Где? Когда?». Двукратный обладатель приза «Хрустальная сова». 

## Биография
Родился 4 августа 1979 года в Ленинграде.
В 2001 году окончил географический факультет Российского государственного педагогического университета им. А. И. Герцена.
Работал преподавателем географии в различных школах, в том числе в Аничковом лицее в Санкт-Петербурге.
По состоянию на 2021 год работает библиотекарем отдела библиотечного маркетинга и PR Ленинградской областной универсальной научной библиотеки.
Жена — Надежда Скипская (Пузанова). По словам Михаила, Надежда играет в «Что? Где? Когда?» «на любительском уровне», в телевизионной игре «Брейн-ринг» принимала участие в качестве капитана сборной Санкт-Петербурга, которую тренировал Михаил.
У Михаила и Надежды есть сын Пётр (родился в 2017 году).

## «Что? Где? Когда?»
В спортивную версию игры «Что? Где? Когда?» начал в 1995 году в городском клубе «Коломна» (Санкт-Петербург).
В телевизионной версии «Что? Где? Когда?» дебютировал в летней серии 2006 года, в составе команды Алексея Блинова, в составе которой также выступал магистр игры Александр Друзь. Игра закончилась победой знатоков со счётом 6:5, Михаил отвечал один раз (во втором раунде дал неправильный ответ на вопрос о противопехотных минах).
В той же серии игр впервые принял участие в финальной игре серии. Игра закончилась с таким же результатом (победа знатоков со счётом 6:5), личная статистика Михаила также совпала с предыдущей игрой (один неправильный ответ).
Свой первый правильный ответ в телеклубе дал в четвёртой отборочной игре зимней серии 2006 года при счёте 3:1 в пользу знатоков. Игра закончилась поражением на решающем раунде (за столом оставался Александр Друзь).
С 2007 года постоянный игрок команды Балаша Касумова. В составе команды провёл 40 игр, 24 из которых (60 %) закончились победой знатоков. 4 раза признавался лучшим знатоком игры.
В составе команды Касумова 12 раз играл в финалах серий (9 из которых завершились победой знатоков) и 5 раз в финалах года (одна победа, четыре поражения).
Зимой 2014 года также принял участие в сборной команде, составленной из лучших игроков команд, не попавших в финальную серию сезона. Игра закончилась победой знатоков со счётом 6:4, Михаил дал три правильных ответа, но лучшим игроком признан не был (приз получила Анастасия Шутова).
По правилам игр, проходящих в юбилейные сезоны существования «Что? Где? Когда?», после победы в финале 2010 года, все игроки команды Балаша Касумова стали обладателями приза «Хрустальная сова».
В финале весенней серии 2016 года команда Касумова одержала победу со счётом 6:5, три правильных ответа дал Михаил Скипский. Несмотря на то, что защитник интересов телезрителей Сергей Новиков назвал лучшим знатоком игры Эльмана Талыбова, решением ведущего, с которым также согласились магистры Андрей Козлов, Александр Друзь и Виктор Сиднев, Михаил Скипский стал обладателем своей второй «Хрустальной совы».
В летней серии 2020 года из-за закрытия границ капитан команды Балаш Касумов не смог приехать на игру, и капитанское кресло занял Михаил Скипский. Дебют Михаила в качестве капитана складывался неудачно, команда проиграла все 5 первых раунда, но совершила самый сложный из возможных по правилам камбэков, правильно ответив на 6 следующих вопросов и одержав волевую победу со счётом 6:5.
С 2021 года выступает в составе команды Андрея Козлова. В 2021 году команда одержала победу в трёх играх (в том числе в финале осенней серии) и вышла в финал года, где уступила телезрителям со счётом 3:6. В весенней серии 2022 года был в пятый раз за игровую карьеру признан лучшим знатоком игры.
В осенней серии 2022 года сыграл свою пятидесятую игру в телеклубе, став двенадцатым знатоком, преодолевшим этот рубеж, за что в эфире передачи был удостоен памятной медали.
Активно играет в спортивную версию игры «Что? Где? Когда?», чемпион Санкт-Петербурга по «Что? Где? Когда?» 2014 года. В одном из интервью, однако, рассуждая о том, что количество игр не всегда позитивно сказывается на качестве, сказал: «я регулярно выступаю со словами, что нужно как можно меньше играть».
Постоянный редактор и автор вопросов спортивной версии игры «Что? Где? Когда?».
На протяжении многих лет занимается тренерской деятельностью, в первую очередь известен как тренер молодёжных и детских команд. В 2008 году получил премию международной ассоциации клубов «Что? Где? Когда?» «Тренер года».

## Обвинения в сексуальном домогательстве
В июле 2020 года журналистка издания The Bell Екатерина Аренина опубликовала пост, рассказывающий о том, что она подвергалась домогательствам сексуального характера со стороны Михаила Скипского, работавшего в её школе учителем географии, когда ей было 15 лет. По словам девушки, Михаил в частности пытался её поцеловать против её воли и трогал за ягодицы. После публикации поста Арениной более десяти других девушек рассказали о том, что в разные годы подвергались харрасменту со стороны Михаила Скипского. На момент описываемых событий часть из девушек ещё не достигли возраста сексуального согласия, например, бывшая ученица Скипского Евгения Анисимова рассказала, что Михаил «засовывал свои руки под нижнее бельё», когда ей было 13 лет.
Расследование интернет-издания «Проект» также установило, что ранее Михаил Скипский уволился из Аничкова лицея после того, как о домогательствах рассказали несколько его бывших учениц, в том числе Анна С., которая, по её словам, в 2009 году подверглась принудительному оральному сексу со стороны Михаила.
Режиссёр Александр Молочников отмечал, что по его воспоминаниям, Скипский перестал работать в Аничковом лицее как только «на эту тему возникли косвенные разговоры».

Публичных комментариев по поводу прозвучавших обвинений Михаил Скипский не давал. Генеральный продюсер телекомпании «Игра ТВ», производящей «Что? Где? Когда?», Андрей Козлов заявил:
Это было 10 с лишним лет назад? Почему она решила сейчас вспомнить? Она хайпануть решила? Я не могу это комментировать. Как я могу комментировать события десятилетней давности?
В интервью после одного из выпусков телеигры «Что? Где? Когда?», в которой, несмотря на обвинения, продолжил принимать участие Скипский, генеральный директор «Игра ТВ» вдова Владимира Ворошилова Наталья Стеценко прокомментировала свою позицию, обратившись к телезрителям:
Мне хочется спросить: вот те люди, которые считают, что в этой ситуации Скипскому не надо было играть, они вообще как хотят жить в этой стране? По закону или по понятиям? Вот у нас, если жить по закону, у нас нет юридических никаких оснований, чтобы кто-то из наших игроков (в том числе и Миша Скипский) не играл в «Что? Где? Когда?»
Своё несогласие с официальной позицией «Игра ТВ» выразил магистр Максим Поташев, сказавший: «Фразы „девушки, заявляющие о домогательствах, пытаются хайпануть“ и „желание прикоснуться к известному человеку и получить свою минуту славы“ я считаю категорически неправильными». Позицию Поташева поддержали многие другие знатоки, в том числе магистр Елизавета Овдеенко, Иван Марышев, Николай Крапиль, Эльман Талыбов, Ким Галачян и другие.
Из-за несогласия с тем, что Михаил Скипский продолжил участие в играх, телеклуб «Что? Где? Когда?» несколько знатоков покинули клуб, в том числе Михаил Малкин, Ольга Быкова, Лев Кертман, обладатель бриллиантовой совы Кирилл Чернышёв, Анастасия Рекшинская и другие.

История с обвинениями и реакцией на них получила широкий резонанс. Актриса стендапа Юлия Ахмедова дважды обращалась к этой теме в своих выступлениях. В частности, комментируя заявления Натальи Стеценко о «законе и понятиях», Ахмедова иронически добавляет:
«А как же такое понятие как репутация?» — спрашивает вас Юля А., город Воронеж.
В связи с обвинениями в харассменте игроки пяти объединений, входящих в МАК, а также более 50 игроков и команд, обратились к руководству с просьбой «провести прозрачное расследование обвинений», а также отстранить Михаила Скипского от мероприятий с детьми.
В конце июля 2020 года стало известно, что Михаил Скипский по собственному желанию покинул комиссию МАК по работе с детьми.
Тем не менее, в 2021 году стало известно, что, несмотря на множественные обвинения, Скипский продолжает работать с детьми и тренировать школьные команды.